# 移動城市系列
《移動城市系列》（英語：Mortal Engines Quartet）是一套由英国作家创作的奇幻小说四部曲。其中包括2001年出版的、2003年出版的、2005年出版的和2006年出版的。

## 主要角色
- 海絲特·蕭
- 湯姆·納茲沃斯
- 方安娜
- 帥克

## 改編作品

### 電影
改編電影《移動城市：致命引擎》（英語：Mortal Engines）是一部2018年紐西蘭和美國合拍的科幻冒險片，由克利斯汀·瑞佛斯執導，法蘭·華許、菲利帕·鮑恩斯和彼得·傑克森共同撰寫劇本。電影改編自菲利普·雷夫的同名小說，故事主要描述在未來的世界，人們依靠著移動城市來相互爭鬥，以爭奪世上剩餘的資源。由赫拉·希爾馬、羅伯特·席安、智海、蕾拉·喬治（Leila George）、羅南·拉夫特瑞、雨果·威明和史蒂芬·朗主演。
《移動城市：致命引擎》於2018年11月27日在英國倫敦進行全球首映禮，並於2018年12月14日在美國上映。